# Sudan
Sudan, oficjalnie Republika Sudanu – państwo położone w północno-wschodniej części Afryki nad Morzem Czerwonym.

## Geografia
Sudan graniczy z siedmioma państwami: Egiptem na północy (długość granicy – 1273 km), Erytreą na wschodzie (605 km), Etiopią na wschodzie (723 km), Sudanem Południowym na południu (1937 km), Republiką Środkowoafrykańską na południowym zachodzie (483 km), Czadem na zachodzie (1360 km), Libią na północnym zachodzie (383 km). Długość wybrzeża morskiego wynosi 853 km. Najniższy punkt: Morze Czerwone 0 m n.p.m., najwyższy punkt to Deriba Caldera 3042 m n.p.m. Grupy etniczne: Arabowie, Fulbe, Zaghawa, Bedża i inni.
Religie: sunnici, katolicy (głównie w Chartumie), animiści, protestanci, prawosławie rozproszone w całej Nubii nad Nilem. Językiem dominującym jest arabski (urzędowy), angielski (urzędowy), nubijski, języki nilotyckie, języki nilo-hamityckie i inne. Podział administracyjny: 18 prowincji (wilajetów).
Do 9 lipca 2011 był największym państwem w Afryce. Po secesji południowej części spadł na trzecie miejsce, ustępując miejsca Algierii i Demokratycznej Republice Konga.

## Historia

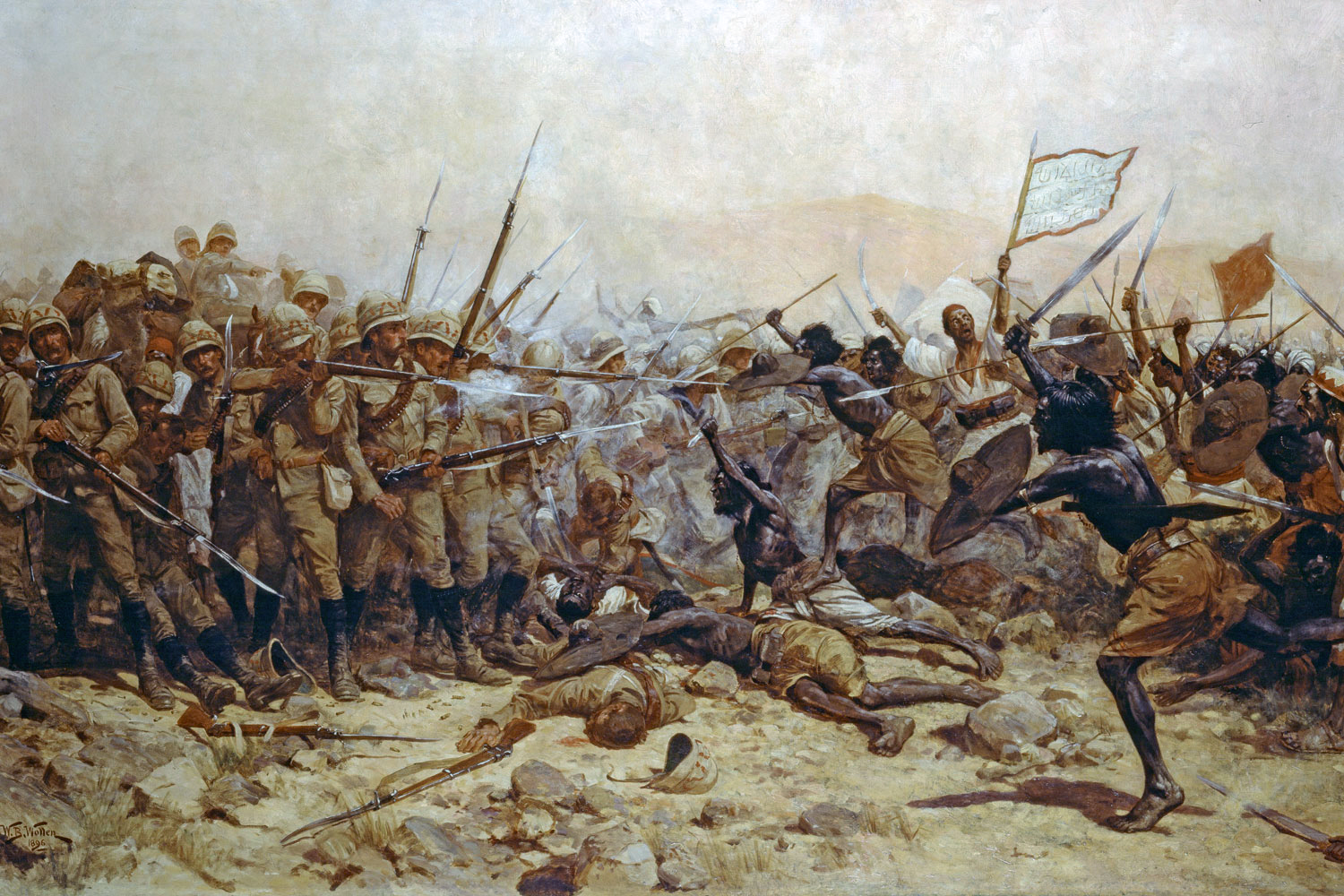
Powstanie Mahdiego

Pierwsi ludzie zamieszkiwali współczesny Sudan w IV-V tysiącleciu p.n.e. W starożytności na obszarze Sudanu północnego funkcjonował kraj Kusz, który był celem ataków ludów koczowników z Sudanu południowego oraz Egiptu. Na początku II tysiąclecia p.n.e. Nubia na północy Sudanu została podbita przez Egipt. Panowanie egipskie na obszarze Nubii przetrwało do około 1000 p.n.e. i wywarło duży wpływ na kulturę miejscowej ludności. Na początku I tysiąclecia p.n.e. utworzone zostało niezależne królestwo Kusz ze stolicą w mieście Napata. Na przełomie VI i V wieku p.n.e. władcy Kuszu, na prośbę części kapłanów egipskich, zaatakowali Egipt i go sobie podporządkowali. Na blisko 100 lat Egipt i Kusz był pod panowaniem czarnych faraonów, którzy stworzyli 25 dynastię. Po blisko wieku panowania Czarnych Faraonów, zostali oni wyparci przez rodzimych Egipcjan na teren obecnego Sudanu.
Od VI wieku ruszył proces chrystianizacji kraju. Utworzone zostały chrześcijańskie państwa Mukurra i Alwa, które przetrwały do XIII–XV wieku. Od VII wieku prowadzona była kolonizacja arabska z obszarów egipskich. Kolonizacja przyczyniła się do prawie całkowitego wyparcia chrześcijaństwa przez islam w przeciągu XV–XVI wieku. W XVI wieku utworzone zostały liczne państwa, utrzymujące się głównie z handlu niewolnikami. Wśród takich tworów znalazły się między innymi sułtanaty Kordofan, Dar Fur, Sennar. Południe kraju zamieszkiwali Niloci. W latach 1820–1821 północny i środkowy Sudan opanowała armia osmańskiego namiestnika Egiptu, Muhammada Alego. Opór przeciwko rządom osmańskim do 1874 roku stawiał Dar Fur. Rządy osmańskie wiązały się z masowym wywozem niewolników, upadkiem gospodarki i wyludnieniem kraju. W latach 60. rozpoczęła się kolonialna dominacja Wielkiej Brytanii. Brytyjczycy okupowali kraj pod pretekstem zwalczania handlu niewolnikami (zdelegalizowanego w 1863 roku). W latach 1881–1885 trwało antyegipskie i antybrytyjskie powstanie, na czele którego stanął Mahdi z Sudanu. W 1885 roku mahdyści utworzyli państwo ze stolicą w Omdurmanie. Następcą Mahdiego został Abdullahi, który proklamował świętą wojnę przeciwko sąsiadom. Mahdyści w trakcie wojny pokonali sąsiednią Etiopię, ich sukcesy zatrzymała dopiero brytyjsko-egipska kampania wojskowa, zakończona sukcesem w 1899 roku. Po klęsce mahdystów Sudan formalnie stał się kondominium egipsko-brytyjskim, faktyczna władza należała jednak do Brytyjczyków. Władze kondominium podzieliły Sudan pod względem administracyjnym na część północną (islamską) i południową (ludność czarnoskórą i częściowo chrześcijańską), co sprzyjało utrzymaniu się istniejących antagonizmów wewnętrznych. W 1951 roku Egipt zerwał układ z Wielką Brytanią, a Faruk I ogłosił się królem Sudanu.
W 1956 roku proklamowana została niepodległa Republika Sudanu. Od początku niepodległości głównym problemem Sudanu pozostawały antagonizmy między północą a południem. Wzajemna niechęć doprowadziła do wybuchu I wojny domowej. W 1958 roku doszło do zamachu stanu, w wyniku którego do władzy doszła junta wojskowa Ibrahima Abbuda. Reżim funkcjonował do 1964 roku. W 1966 roku południe wszczęło zbrojne powstanie. W 1969 roku miał miejsce kolejny wojskowy pucz. Władzę objął generał Dżafar Muhammad an-Numajri. Junta w 1972 roku doprowadziła do zawarcia porozumienia pokojowego z separatystami. W 1973 roku wojskowi nadali nową konstytucję która nadała autonomię trzem prowincjom południowym i wprowadzała system monopartyjny (rządzącą formacją był Sudański Związek Socjalistyczny). W przeciągu lat 70. miały miejsce częste demonstracje i próby zamachów stanu. W 1983 roku na południu utworzona została separatystyczna Ludowa Armia Wyzwolenia Sudanu. Rebelia przerodziła się w II wojnę domową. Przyczyną wybuchu konfliktu było wprowadzenie w kraju prawa opartego na szariacie. W 1985 roku rządy generała an-Numajriego zakończył kolejny zamach stanu. Nowa junta wprowadziła system wielopartyjny i rządy Rady Najwyższej. W 1988 roku władze Sudanu próbowały zawrzeć porozumienie z separatystami, co nie udało się ze względu na sprzeciw ze strony fundamentalistów islamskich.
W 1989 roku władzę w wyniku zamachu stanu przejęła Rewolucyjna Rada Ocalenia Narodowego, na czele której stanął Umar al-Baszir. W 1993 roku Rada została rozwiązana, zaś al-Baszir objął stanowisko prezydenta Sudanu. Od tamtej pory wygrywał wszystkie kolejne wybory prezydenckie (1996, 2000, 2010 i 2015), natomiast jego partia – Kongres Narodowy, umocniła się jako dominująca siła polityczna w państwie. Od 1999 roku w kraju obowiązywał stan wyjątkowy. W roku 2005 zawarto pokój z południem, znosząc obowiązywanie w nim szariatu i zgadzając się na referendum niepodległościowe w roku 2011, w efekcie którego Południe 9 lipca 2011 ogłosiło niepodległość. Stosunki z Sudanem Południowym układały się niepomyślnie, a przyczyną konfliktu była nieuregulowana granica wzdłuż pól roponośnych. W związku z tym dochodziło do walk granicznych, a 11 kwietnia 2012 Sudan ogłosił stan wojny z Sudanem Południowym. Od 2003 roku rząd sudański musi zmagać się z konfliktem w Darfurze, gdzie doszło do walk pomiędzy arabskimi koczownikami i czarnoskórymi rolnikami, przy czym al-Baszir zdecydował się popierać tych pierwszych.
11 kwietnia 2019 doszło do wojskowego zamachu stanu, kierowanego przez Ahmada Awada ibn Aufa, w wyniku którego wieloletni prezydent Umar al-Baszir przestał pełnić swą funkcję. Wcześniej od grudnia w kraju trwały protesty spowodowane złą sytuacją gospodarczą.
25 października 2021 doszło do ponownego zamachu stanu, w wyniku którego uwięziono premiera Abd Allaha Hamduka, wprowadzono stan wyjątkowy i zdymisjonowano rząd.
15 kwietnia 2023 roku rozpoczęły się starcia pomiędzy paramilitarnymi Siłami Szybkiego Reagowania a Siłami Zbrojnymi Sudanu.

## Struktura etniczna

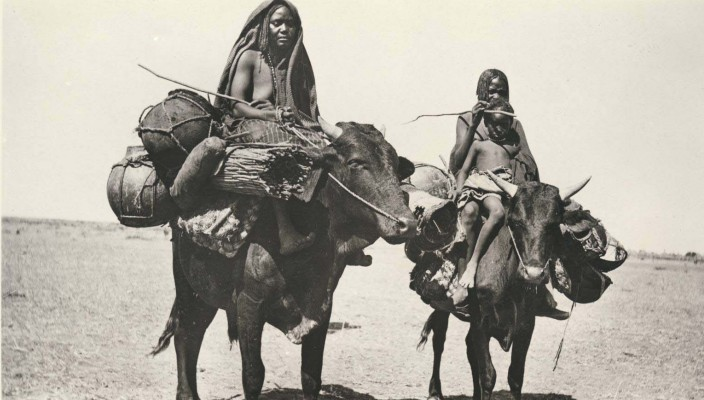
Kobiety z grupy Baggara podróżujące przez Kordofan, początek XX wieku

Ważniejsze grupy etniczne w Sudanie:
| Grupa etniczna            | Język          | Liczebność w tys. (2018) | Procent ludności |
| ------------------------- | -------------- | ------------------------ | ---------------- |
| Arabowie sudańscy         | Język arabski  | 12 968                   | 31,24%           |
| Arabowie Ja'alin          | Język arabski  | 3318                     | 7,99%            |
| Bedża (3 grupy)           | Język bedża    | 2407                     | 5,8%             |
| Arabowie Guhayna          | Język arabski  | 2009                     | 4,84%            |
| Arabowie Baggara (5 grup) | Język arabski  | 1141                     | 2,75%            |
| Fur                       | Język fur      | 1135                     | 2,73%            |
| Arabowie Shaigiya         | Język arabski  | 973                      | 2,34%            |
| Arabowie Gawamaa          | Język arabski  | 966                      | 2,33%            |
| Arabowie Kawahia          | Język arabski  | 962                      | 2,32%            |
| Arabowie Bedaria          | Język arabski  | 933                      | 2,25%            |
| Arabowie egipscy          | Język arabski  | 674                      | 1,62%            |
| Nubijczycy (2 grupy)      | Język nubijski | 598                      | 1,44%            |
| Kanuri                    | Język kanuri   | 359                      | 0,86%            |
| Arabowie marokańscy       | Język arabski  | 252                      | 0,61%            |
| Fulani                    | Język ful      | 211                      | 0,51%            |
| Hausa                     | Język hausa    | 110                      | 0,26%            |
| Amharowie                 | Język amharski | 103                      | 0,25%            |
| Chińczycy                 | Język chiński  | 6,1                      | 0,01%            |

## Gospodarka

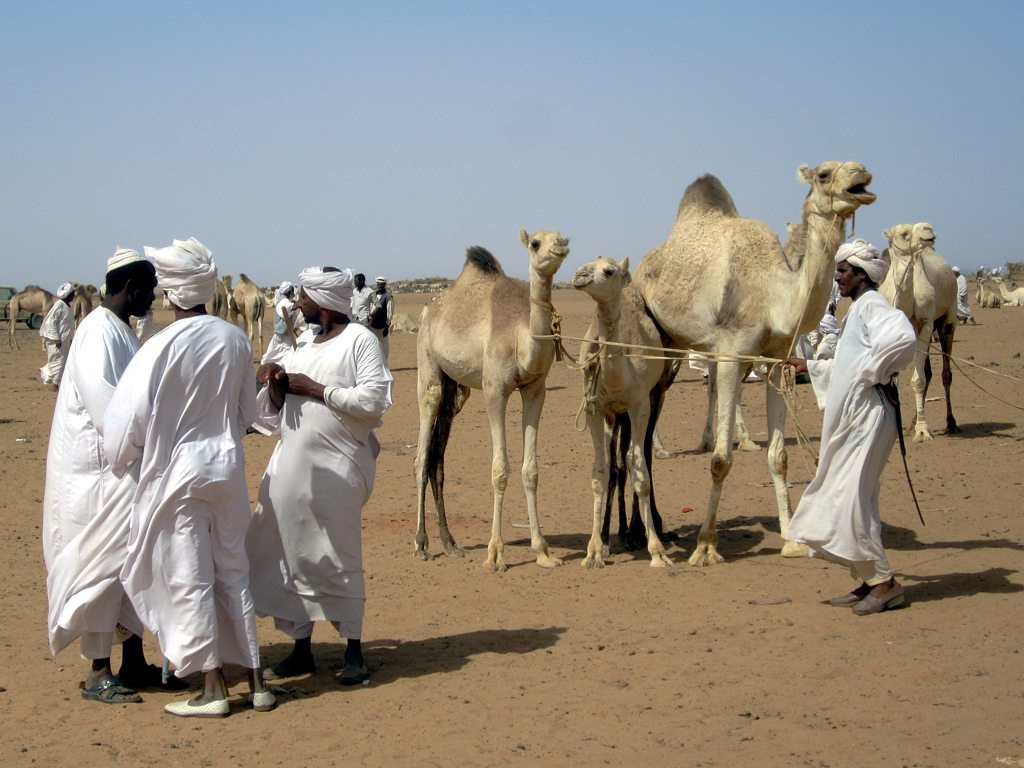
Rynek wielbłądów

Sudan jest krajem rolniczym. Od początku lat 20. XX w. najważniejszą rośliną eksportową była bawełna. W latach 70. zaczęto zwiększać areał upraw na obszarach nienawadnianych, głównie sorgo. Zmniejszono zaś produkcję bawełny. Susze, spadek cen produktów na rynku światowym i niestabilna sytuacja lat 80. spowodowały kryzys i wstrzymanie reform. Od 1997 roku reformy są wprowadzane pod ścisłym nadzorem MFW.
- Wskaźniki gospodarcze: (2014)[9]
  - PKB: ok. 160,2 mld $
  - PKB na 1 mieszkańca: 4,3 tys. $
  - Tempo wzrostu gospodarczego: 3,6%
  - Inflacja: 36,9%
  - Stopa bezrobocia: 13.6%

### Rolnictwo
Podstawą gospodarki jest rolnictwo, które zatrudnia 80% siły roboczej i wytwarza 39% PKB. Uprawy m.in. sorgo, pszenicy, bawełny, lnu, sezamu, orzeszków ziemnych, trzciny cukrowej, gumy arabskiej, tapioki, mango, bananów, patatów.
Hodowla wielbłądów, owiec, kóz, bydła.

### Przemysł i górnictwo
Uważa się, że Sudan ma duże zasoby naturalne, ale nigdy nie zostały one zbadane, więc potencjał kraju w tej dziedzinie jest nieznany. Niewielkie ilości azbestu, chromitu, miki, marmuru, gipsu, gazu ziemnego, złota i manganu są eksploatowane komercyjnie.
W latach siedemdziesiątych odkryto złoża ropy naftowej. W 1999 roku rozpoczął się eksport tego surowca, co sprawiło, że w kraju po raz pierwszy od uzyskania niepodległości miał miejsce dodatni bilans handlowy.
Główne ośrodki przemysłowe: Chartum, kompleks Kinan, kompleks Giad.

### Handel zagraniczny
Sudan jest głównie importerem artykułów przemysłowych, maszyn, produktów chemicznych i lekarstw. Eksportuje głównie ropę naftową (80%), sezam (6%), bawełnę (3%), orzeszki ziemne, gumę arabską, żywy inwentarz, według danych z 2008, do Chińskiej Republiki Ludowej (48%), Japonii (32,2%) i Indonezji (5,3%).
Importuje przede wszystkim żywność (zwłaszcza pszenicę), sprzęt używany do transportu i rafinerii, artykuły chemiczne, lekarstwa, odzież, według danych z 2008, głównie z Chińskiej Republiki Ludowej (20,3%), Arabii Saudyjskiej (8,5%), Zjednoczonych Emiratów Arabskich (6,3%), Egiptu (5,6%), Indii (5,1%), Włoch (4,1%).
Obroty handlu:
- Eksport: 3,4 mld (2005)
- Import: 3,3 mld (2005)

## Transport

Linie kolejowe w Sudanie i Sudanie Południowym

### Kolej
Długość wszystkich linii: 5063 km

Linie główne o rozstawie szyn 1067 mm: 4347 km

Linie rolnicze o rozstawie szyn 610 mm: 716 km

### Inne
- długość dróg utwardzonych: 4320 km (2005)
- ropociągi: 2365 km (2005)
- gazociągi: 156 km (2005)
- główne porty lotnicze: Chartum, Port Sudan
- główne porty morskie: Port Sudan

## Podział administracyjny

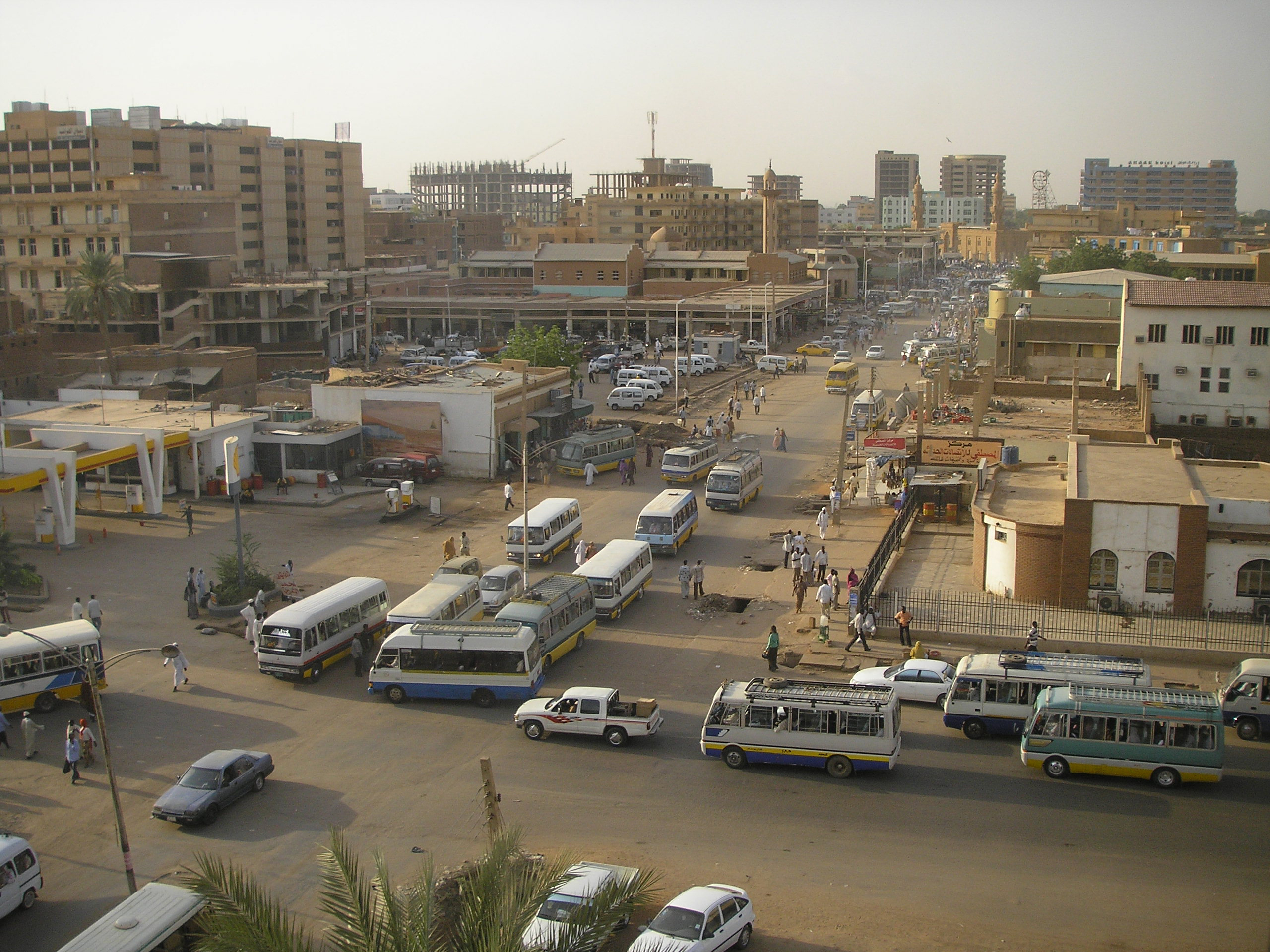
Chartum

Sudan jest podzielony na 18 prowincji (zwanych także wilajetami lub stanami) i 86 dystryktów. Stany to:
- Al-Dżazira
- Al-Kadarif
- Chartum
- Darfur Południowy
- Darfur Północny
- Darfur Środkowy
- Darfur Wschodni
- Darfur Zachodni
- Kassala
- Kordofan Południowy
- Kordofan Północny
- Kordofan Zachodni
- Nil
- Nil Biały
- Nil Błękitny
- Prowincja Morza Czerwonego
- Prowincja Północna
- Sannar

## Siły zbrojne
Sudan dysponuje trzema rodzajami sił zbrojnych: wojskami lądowymi, marynarką wojenną oraz siłami powietrznymi. Uzbrojenie sił lądowych Sudanu składało się w 2014 roku z: 360 czołgów, 400 opancerzonych pojazdów bojowych, 20 dział samobieżnych, 780 zestawów artylerii holowanej oraz 20 wieloprowadnicowych wyrzutni rakietowych. Marynarka wojenna Sudanu dysponowała w 2014 roku 18 okrętami obrony przybrzeża. Sudańskie siły powietrzne z kolei posiadały w 2014 roku uzbrojenie w postaci m.in. 38 myśliwców, 48 samolotów transportowych, 6 samolotów szkolno-bojowych, 68 śmigłowców oraz 36 śmigłowców szturmowych.
Wojska sudańskie w 2014 roku liczyły 109,5 tys. żołnierzy zawodowych oraz 102,5 tys. rezerwistów. Według rankingu Global Firepower (2014) sudańskie siły zbrojne stanowią 79. siłę militarną na świecie, z rocznym budżetem na cele obronne w wysokości 2,5 mld dolarów (USD).

## Religia
Struktura religijna Sudanu w 2019 roku, według World Christian Database:
- islam – 91,6%,
- chrześcijaństwo – 4,6%:
  - katolicyzm – 2,5%,
  - protestantyzm – 1,9%,
  - prawosławie – 0,23%,
- tradycyjne religie plemienne – 2,7%,
- brak religii – 1,0%,
- inne religie – 0,1%.

| Religie Sudanu w 2005 r. | Religie Sudanu w 2005 r. | Religie Sudanu w 2005 r. | Religie Sudanu w 2005 r. | Religie Sudanu w 2005 r. |
| ------------------------ | ------------------------ | ------------------------ | ------------------------ | ------------------------ |
| Religia                  |                          | procent                  |                          |                          |
| islam sunnicki           |                          | 65,0                     |                          |                          |
| katolicyzm               |                          | 11,9                     |                          |                          |
| animizm                  |                          | 10,6                     |                          |                          |
| protestantyzm            |                          | 10,4                     |                          |                          |
| prawosławie              |                          | 1,0                      |                          |                          |
|                          |                          |                          |                          |                          |

| Religie Sudanu w 2011 r. | Religie Sudanu w 2011 r. | Religie Sudanu w 2011 r. | Religie Sudanu w 2011 r. | Religie Sudanu w 2011 r. |
| ------------------------ | ------------------------ | ------------------------ | ------------------------ | ------------------------ |
| Religia                  |                          | procent                  |                          |                          |
| islam sunnicki           |                          | 95,5                     |                          |                          |
| chrześcijaństwo          |                          | 3,5                      |                          |                          |
| animizm                  |                          | 1,0                      |                          |                          |
|                          |                          |                          |                          |                          |

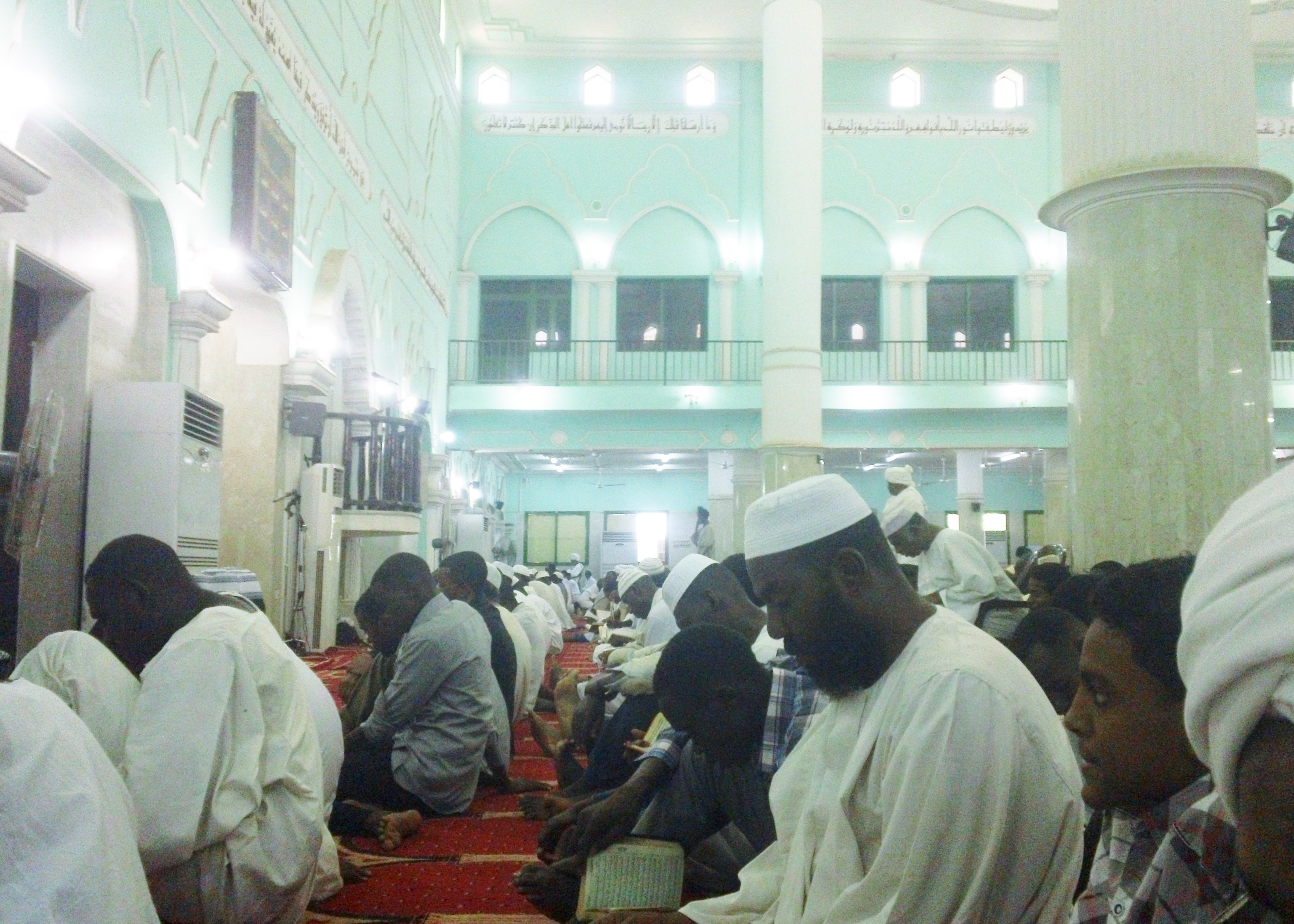
Meczet w Chartumie

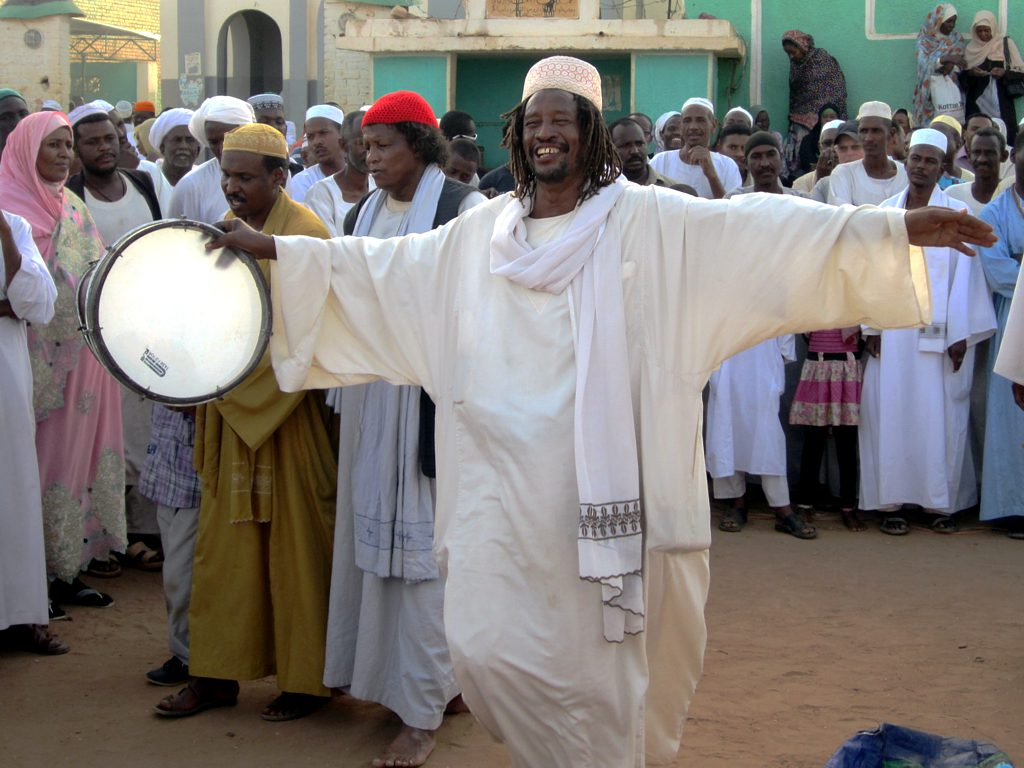
Sufizm

Różnice w składzie procentowym wynikają z faktu, że w 2011 roku nastąpiła secesja Sudanu Południowego.